# Mine de Pniówek
 (mars 2025).
La mine de Pniówek est une mine souterraine de charbon située en Pologne.